# 本田創
本田 創（ほんだ そう、1972年 - ）は、日本の文筆家・暗渠者。

## 来歴・人物
東京都新宿区に生まれる。筑波大学附属駒場高校時代の同級生に、批評家・哲学者の東浩紀がいる。東京大学文学部を卒業した。
沖縄県八重山列島に位置する、日本最南端の有人島である波照間島の信仰・芸能・伝説などの民俗を研究。民俗学をはじめとする沖縄学などの文献と現地調査による裏付けのある論考を、出版ではなくウェブサイトを使って発表するそのスタイルは、1990年代末以降の沖縄・八重山ブームを契機に波照間島に関心を持った幅広い人たちに対して、観光から一歩踏み込んだより深い文化理解の材料を提供しているとされる。
また、「暗渠者」と名乗り1997年から東京の暗渠、水路、湧水の探索を行ってウェブサイトなどで発表している。

## 著書
- 『地形を楽しむ東京「暗渠」散歩』（編著）洋泉社、2012年
  - （改訂版）『東京「暗渠」散歩 失われた川を歩く』（編著）実業之日本社、2021年[4]
- 『東京ディープツアー2020年　消える街角』（共著）毎日新聞出版、2016年
- 『東京暗渠学』洋泉社、2017年
- 『はじめての暗渠散歩 水のない水辺をあるく』（共著）、筑摩書房〈ちくま文庫〉、2017年
- 『暗渠でたどる東京案内 水のない川』山川出版社、2022年[2]